# Elena Berezovitch
Elena Lvovna Berezovitch (en russe : Елена Львовна Березович ; en anglais : Elena Berezovich, née en 1966) est une linguiste russe connue principalement par ses travaux en onomastique, étymologie, dialectologie et ethnolinguistique.

## Biographie
Née en 1966 à Sverdlovsk, ancienne élève de l'Université d'État de l'Oural, Elena Berezovitch a soutenu sa thèse de doctorat en 1999 (Microsystèmes sémantiques en toponymie russe, sous la direction du professeur Aleksandr Matveïev) et, en 1999, la thèse d'habilitation (La toponymie russe sous l'aspect ethnolinguistique). Devenue professeur du Département de langue russe et de linguistique générale à la Faculté des lettres de l'Université d'État de l'Oural (renommée, en 2011, Université fédérale de l'Oural). Depuis 2006, elle tient le poste de directrice de recherche à l'Institut de langue russe de l'Académie des sciences de Russie (ASR). Professeur et membre correspondant de l'ASR (2016).

## Activité scientifique
Ses principaux travaux sont consacrés à l'onomastique, l'ethnolinguistique slave et l'étymologie. Dans l'esprit de l'École onomastique de l'Oural et de l'École ethnolinguistique de Moscou, elle a fourni une description ethnolinguistique de la toponymie et de l'anthroponymie russe ayant précisé dans ses ouvrages plusieurs étymologies des toponymes du nord russe et plusieurs reconstructions sémantiques des racines proto-slaves, en se basant sur une information ethnoculturelle et sur un matériel dialectal collecté par l'Expédition toponymique de l'Université d'État de l'Oural dont elle est devenue la directrice en 2001.
Membre de la Commission ethnolinguistique du Comité international des slavistes, directrice et rédactrice de plusieurs dictionnaires onomastiques et dialectaux, Elena Berezovitch est également, depuis 2010, rédactrice en chef de la revue Questions d'Onomastique fondée par son maître Aleksandr Matveïev et considérée comme la revue principale dans le domaine de l'onomastique en Russie.

## Publications principales
- Langue et culture traditionnelle : Recherches ethnolinguistiques. Moscou, 2007.
- La toponymie russe sous l'aspect ethnolinguistique : Homme et Espace. Moscou, 2009.
- La toponymie russe sous l'aspect ethnolinguistique : Image mythopoétique de l'Espace. Moscou, 2010.